# Barajul Belci
Barajul Belci a fost un baraj de pământ executat în perioada 1958-1962 pe râul Tazlău, pentru alimentarea cu apă a Centralei Termoelectrice Borzești. În 1991, barajul Belci a fost distrus de o viitură excepțională și nu a mai fost refăcut.

## Descrierea barajului
Barajul Belci și acumularea de pe râul Tazlău au fost proiectate și executate pentru a asigura un debit de 6 m³/s pentru alimentarea cu apă a Termocentralei Borzești și a Platformei Petrochimice Borzești. Volumul lacului la data punerii în funcțiune era de 12,5 mil. m³. Ulterior în 1983 s-a amenajat o microhidrocentrală la piciorul barajului cu o putere de 1,1 MW și o producție anuală de 3,5 MWh/an. 
Barajul Belci închide valea râului Tazlău pe o lungime de 415 m având în zona albiei minore descărcătorul de ape mari și două baraje laterale de pământ, unul spre versantul stâng de 234 m lungime și celălalt spre versantul drept de 126 m lungime. Pe terasa versantului drept lacul este limitat în prelungirea barajului de pământ, de un dig de pământ de 4 m înălțime, pe o lungime de 580 m. 
În anii 1970–1973, pe malul drept al lacului, în zona coborâtă a digului de contur s-a amenajat o bază turistică a orașului Onești. Pentru protecția acesteia digul a fost supraînălțat până la cota coronamentului, ceea ce a modificat alcătuirea inițială a digului ca descărcător fuzibil.

## Ruperea barajului
În noaptea de 28–29 iulie 1991, după o zi senină și fără precipitații, în bazinul râului Tazlău au căzut precipitații torențiale, cu caracter excepțional. Ploile torențiale care au căzut în 28–29 iulie 1991 în Carpații Orientali, în Subcarpații Moldovei și ai Curburii au provocat o undă de viitură pe râul Tazlău (județul Bacău), de circa 7 metri înălțime.   Arhivat în 28 septembrie 2007, la Wayback Machine.
În numai 1½ oră, la stația hidrometrică Lucăcești, de la 30 km în amonte, s-au înregistrat precipitații de 95,6 l/m², iar la stația Livezi, de la 16 km în amonte, 148,8 l/m². Microhidrocentrala din aval era oprită datorită unei defecțiuni tehnice, motiv pentru care s-a întrerupt și alimentarea cu energie electrică a mecanismelor barajului. 
Nivelul apei în lac a crescut foarte repede. Conform proiectului inițial, digul de pe malul drept fiind realizat la o cotă mai joasă decât coronamentul barajului, trebuia să cedeze în asemenea situații, permițând deversarea debitelor peste versantul drept. Supraînălțarea digului îm 1970-73 până la cota coronamentului barajului a împiedicat această supapă de siguranță să funcționeze și, în consecință, a determinat succesiunea de evenimente care au dus la ruperea barajului.
La ora 2:15 apa a ajuns la nivelul coronamentului și a început deversarea peste barajul de pământ. În jurul orei 4:50 s-a produs o creștere a debitelor în aval la cca 1800 m³/sec, ceea ce denota prăbușirea digului. La ora 7:15 lacul era aproape gol, iar la 7:50 râul Tazlău curgea printr-un șenal format în depunerile aluvionare din lac și trecea în aval printr-o breșă formată în digul mal stâng al barajului de pământ. 
Debitul maxim al viiturii de pe râul Tazlău din 28-29 iulie 1991 a fost de 3100 mc/s.
Mecanismul cedării barajului de pământ a fost eroziunea superficială a prismului aval, concomitent cu saturarea acestuia și apoi alunecarea taluzului aval urmată de o eroziune rapidă și profundă.
Cauzele accidentului au fost următoarele: în faza de proiectare, barajul a fost încadrat la clasa I-a de importanță, pentru care debitele de calcul cu asigurare de 0,1 % și de verificare de 0,01 % erau mult inferioare valorilor determinate pe baza observațiilor din cei peste 25 de ani de exploatare și a observațiilor hidrologice, respectiv de 1515 m³/sec și 2450 m³/sec. Deși era cunoscută, modificarea debitelor maxime nu a condus la mărirea capacității de evacuare. În aceste condiții deversarea peste baraj, și apoi cedarea, s-au produs datorită viiturii excepționale din noaptea accidentului, apreciate la 2800–3000 m³/s și a imposibilității manevrării echipamentelor hidromecanice, datorată întreruperii alimentării cu energie electrică. 
Au existat 25 de morți și circa 250 de case au fost distruse.
Barajul nu a fost reabilitat.